# WAP Push

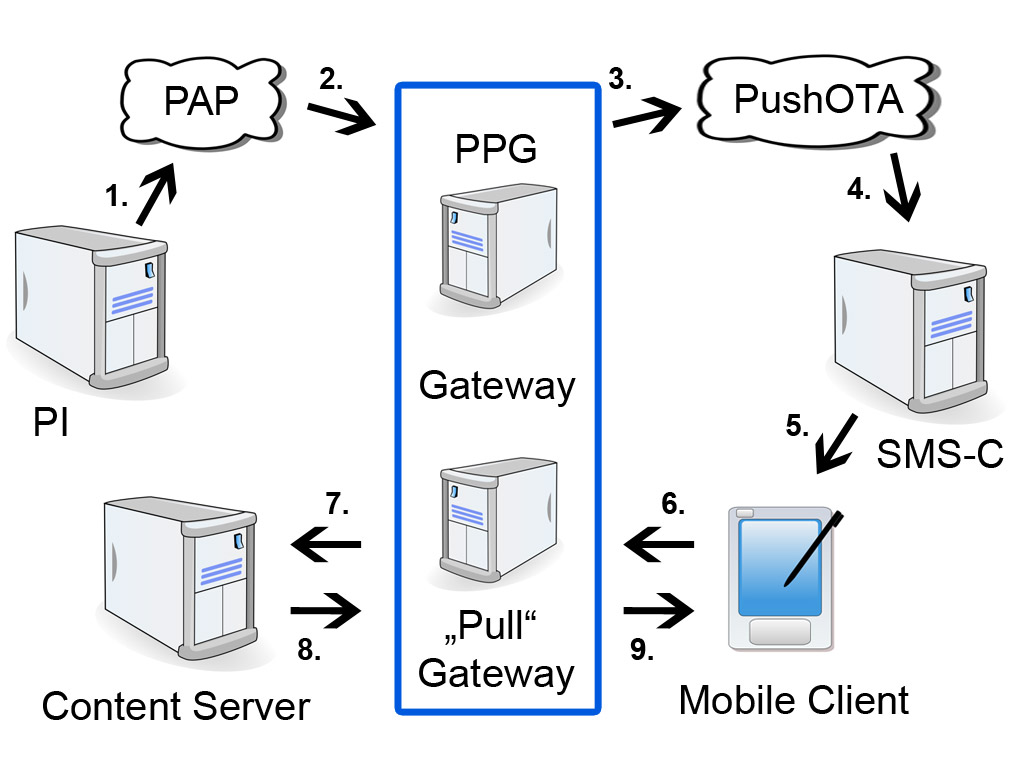
Zpracování WAP push požadavku

WAP Push je systém pro distribuci různého obsahu ze serveru na mobilní zařízení. Přenos se uskutečňuje bez iniciativy ze strany mobilního zařízení. WAP Push Architectural Overview popisuje tři typy Push zpráv:
- Service Indication (SI): slouží pro zaslání oznámení uživateli, např. o příchodu e-mailu do schránky
- Service Load (SL): slouží pro zaslání obsahu, který má mobilní telefon bez zásahu uživatele provést, zobrazit nebo uložit do paměti
- Cache Operation (CO): slouží pro změnu obsahu cache paměti

Další typy zpráv jsou používány např. pro přenos MMS. Při použití WAP Push se na mobilní zařízení nemusí vždy přenášet přímo požadovaný obsah, ale pouze oznámení obsahující odkaz, kde lze příslušný obsah získat.
Pokud je mobilní telefon zaregistrovaný v síti, má navázanou datovou relaci a PPG zná jeho IP adresu, může PPG pro doručení Push zprávy použít spojovaný push, který používá protokol HTTP nebo WSP. Obvykle je však použit nespojovaný push dopravovaný pomocí SMS zprávy, která může obsahovat odkaz na adresu WAP stránky. Po obdržení zprávy typu WAP Push kompatibilní mobilní zařízení (mobilní telefon, PDA) automaticky nabídne uživateli možnost přístupu k obsahu na této adrese.

## Použití
Technologie WAP Push se používají k poskytování následujícího obsahu uživatelům mobilních datových služeb:
- Vyzvánění
- Aplikace v Javě
- Tapety
- Spořiče obrazovky
- Předpovědi počasí
- Informace z akciového trhu
- Multimediální zprávy (MMS)
- Oznámení o doručení e-mailových zpráv
- Oznámení o dostupné aktualizaci firmware
- Reklamy
- Filmy

## Standardy
- WAP Push Architectural Overview[1] – definuje architekturu použitou pro WAP Push technologii
- Push Access Protocol Specification[2] – definuje protokol, kterým Push Iniciátor komunikuje s PPG
- Push Proxy Gateway Service Specification[3] – definuje funkcionalitu PPG a způsob, jak interaguje s protokoly PAP Push-OTA
- Push OTA Protocol Specification[4] – definuje protokol, kterým PPG komunikuje s push klienty
- Push Message Specification[5] – definuje end-to-end vlastnosti push zprávy
- Service Indication Specification[6] – definuje content type zpráv, které oznamují uživateli, že na serveru jsou nové informace
- Service Loading Specification[7] – definuje content type zpráv, které instruují klienta, aby samostatně načetl data ze zadaného URI ze serveru
- Cache Operation Specification[8] – definuje content type zpráv, které instruují klienta, aby zneplatnil data ve své paměti